# Anathallis welteri
Anathallis welteri é uma espécie de orquídea (Orchidaceae) originária do Brasil.